# Samuel Jameson Gholson

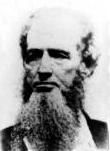
Samuel Jameson Gholson

Samuel Jameson Gholson (* 19. Mai 1808 im Madison County, Kentucky; † 16. Oktober 1883 in Aberdeen, Mississippi) war ein US-amerikanischer Rechtsanwalt, Richter, Politiker und Brigadegeneral der Konföderierten Staaten von Amerika im Sezessionskrieg.

## Leben
1817 zog Gholsons Familie in das Franklin County in Alabama. Er studierte dort Jura; nach seiner Zulassung als Anwalt 1829 zog er nach Athens, Mississippi, eröffnete eine Kanzlei und betätigte sich in der Politik. 1835–36 und 1839 war er Mitglied im Repräsentantenhaus von Mississippi, von 1836 bis 1838 Mitglied im US-Repräsentantenhaus. Am 9. Februar 1839 wurde Gholson von Martin Van Buren, dem achten Präsidenten der Vereinigten Staaten, zum Richter am Bundesbezirksgericht für den nördlichen Distrikt von Mississippi ernannt. Diese Position behielt er bis zum 10. Januar 1861. Ab 1846 war er auch Lieutenant der Mississippi-Miliz.
Als sich 1861 im Rahmen der Sezession Mississippi von der Union löste, trat Gholson als einfacher Soldat in die Armee der Südstaaten ein. Nach mehreren Beförderungen wurde er im Juni 1863 Brigadegeneral und bekam das Kommando über eine Kavalleriebrigade. Während seiner Dienstzeit wurde er mehrfach verwundet und am 27. Dezember 1864 verlor er bei einem Angriff bei Egypt (Mississippi) seinen rechten Arm.
Nach dem Krieg eröffnete Gholson eine Anwaltspraxis in Aberdeen, wurde wieder in das Repräsentantenhaus von Mississippi gewählt und gewann diese Wahl nochmals 1878. Seine Praxis führte er ununterbrochen weiter bis zu seinem Tod 1883.